# ハートフォード (バーモント州)
ハートフォード（英: Hartford）は、アメリカ合衆国バーモント州のウィンザー郡にある町。人口は1万0686人（2020年）。州の南東部にあり、ニューハンプシャー州との州境に接し、州間高速道路89号線と同91号線の交差点に位置している。ホワイト川がコネチカット川に合流する所でもある。町内をオットークチー川も流れている。町域は5つの未編入ビレッジで構成される。すなわちハートフォード、クチー、ウェストハートフォード、ホワイトリバージャンクション、ワイルダーの各ビレッジである。
ニューハンプシャー州にも跨るレバノン都市圏に属している。

## 歴史
ハートフォードとなった町は1761年にニューハンプシャー植民地総督ベニング・ウェントワースが認証した。町名はコネチカット州の州都ハートフォードから採られた。

## 地理
ハートフォード町は北緯43度39分52秒 西経72度23分12秒 / 北緯43.66444度 西経72.38667度 (43.66444, -72.38667)に位置している。
アメリカ合衆国国勢調査局に拠れば、市域全面積は45.9平方マイル (118.9 km2)であり、このうち陸地45.0平方マイル (116.5 km2)、水域は0.89平方マイル (2.3 km2)で水域率は1.93%である。

## 人口動態

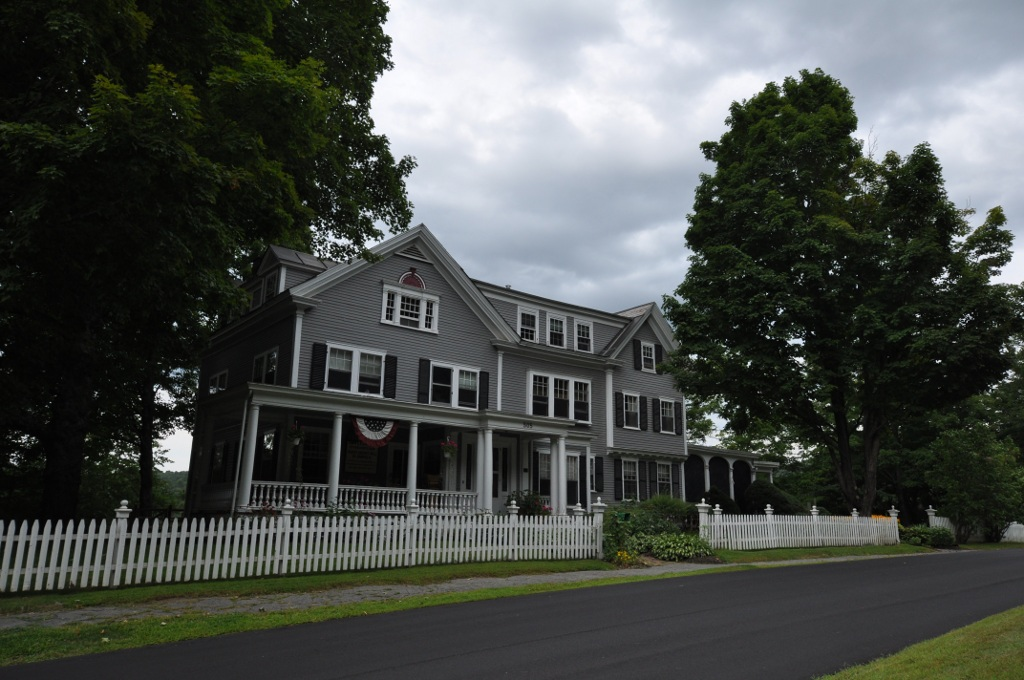
デューイ邸

以下は2000年国勢調査による人口統計データである。
| 基礎データ - 人口: 10,367 人 - 世帯数: 4,509 世帯 - 家族数: 2,800 家族 - 人口密度: 88.7人/km2（229.6 人/mi2） - 住居数: 5,493 軒 - 住居密度: 47.0軒/km2（121.7 軒/mi2） 人種別人口構成 - 白人: 97.02% - アフリカン・アメリカン: 0.55% - ネイティブ・アメリカン: 0.31% - アジア人: 0.88% - 太平洋諸島系: 0.03% - その他の人種: 0.16% - 混血: 1.05% - ヒスパニック・ラテン系: 0.85% 年齢別人口構成 - 18歳未満: 23.4% - 18-24歳: 5.9% - 25-44歳: 29.3% - 45-64歳: 26.7% - 65歳以上: 14.7% - 年齢の中央値: 40歳 - 性比（女性100人あたり男性の人口） - 総人口: 89.9 - 18歳以上: 86.9 | 世帯と家族（対世帯数） - 18歳未満の子供がいる: 28.7% - 結婚・同居している夫婦: 48.8% - 未婚・離婚・死別女性が世帯主: 10.2% - 非家族世帯: 37.9% - 単身世帯: 30.6% - 65歳以上の老人1人暮らし: 10.9% - 平均構成人数 - 世帯: 2.28人 - 家族: 2.86人 収入と家計 - 収入の中央値 - 世帯: 42,990米ドル - 家族: 51,286米ドル - 性別 - 男性: 35,969米ドル - 女性: 27,073米ドル - 人口1人あたり収入: 22,792米ドル - 貧困線以下 - 対人口: 8.5% - 対家族数: 5.3% - 18歳未満: 8.8% - 65歳以上: 4.9% |

## 著名な出身者
- ホーレス・ウェルズ、歯科医師、麻酔科の開拓者